# Irvington (New Jersey)
Irvington è una città degli Stati Uniti d'America, nella contea di Essex, nello Stato del New Jersey.
È stata costituita come comune a sé nel 1874 distaccandosi dalla township di Clinton, che oggi non esiste più. Dall'iniziale status di village, nel 1898 assunse lo status di town. L'annessione alla città di Newark, decretata con legge del 1908 a Trenton, fu respinta dal voto della popolazione locale. Il suo nome è in onore di Washington Irving.